# Maximilian von Voss
Franz Maximilian von Voss (* 10. Januar 1849 in Halle (Saale); † 17. Dezember 1911 in Jena) war ein deutscher Gutsherr, Verwaltungsjurist und Abgeordneter im Königreich Preußen.

## Leben
Maximilian von Voss war ein Sohn von Franz von Voß, Oberbürgermeister von Halle, und dessen Ehefrau Mathilde geb. Nernst (1820–1900). Nach dem Besuch der Landesschule Pforta studierte er 1868–1870 an der Universität Jena und der Universität Leipzig Rechtswissenschaft und Kameralwissenschaften. Er wurde 1869 im Corps Franconia Jena und 1870 im Corps Misnia Leipzig (III) recipiert. Bei Franconia zeichnete er sich einmal als Consenior, bei Misnia dreimal als Senior aus. Als Inaktiver studierte er 1870–1872 an der Friedrichs-Universität Halle. 1870/71 nahm er am Deutsch-Französischen Krieg teil. Als inaktiver Soldat wurde er 1873 an der Universität Halle zum Dr. iur. promoviert. Am 18. Oktober 1873 wurde er als Gerichtsreferendar vereidigt und nach der Großen Staatsprüfung 1877  in die allgemeine preußische Verwaltung übernommen.
Am 7. April 1877 wurde er zum Gerichtsassessor in Dortmund und am 21. Juli 1877 zum Regierungsassessor in Osnabrück ernannt. 1878 wurde er Landesrat bei der Landesdirektion im Landkreis Merseburg und ab dem 1. Januar 1879 folgte noch eine Tätigkeit bei der Provinzialverwaltung Sachsen. Nach der am 2. Juni 1883 erfolgten Ernennung zum kommissarischen Landrat des Kreises Ottweiler (definitive Ernennung am 30. Januar 1884) wurde er bereits am 5. Juni 1885 zum kommissarischen Landrat des Landkreises Saarbrücken ernannt, dem am 22. Februar 1886 die definitive Ernennung folgte. Im Sommer 1887 wurde er in die Saarbrücker Casinogesellschaft aufgenommen und am 29. Juni 1888 wurde er Regierungsrat bei der Regierung Koblenz. 1892 wurde er zum Polizeipräsidium Berlin versetzt. Zwei Jahre später wurde er 1894 unter Ernennung zum Oberregierungsrat Vertreter des Regierungspräsidenten im Regierungsbezirk Marienwerder, sowie 1901 in gleicher Funktion im Regierungsbezirk Frankfurt am Main, wo er 1904 in den Ruhestand verabschiedet wurde. Von da an widmete er sich der Verwaltung seiner Güter Grünhof, Drogenmühle, Ogrosen, Erlenau, Gahlen, Missen und Petersberg. Das Wein- und Landwirtschaftsgut Petersbergerhof in Saarbrücken besaß er seit 1894.
Er engagierte sich im Bund der Landwirte. Er war Amtsvorsteher und saß im Provinziallandtag der Provinz Sachsen. Für Berkenbrügge im Kreis Arnswalde kam er am 12. September 1907 über eine Nachwahl als Abgeordneter des Wahlkreises Frankfurt 1 (Arnswalde, Friedeberg) in das Preußische Abgeordnetenhaus. Ihm gehörte er bis zu seinem Tode im Alter von 62 Jahren an. Er war Mitglied der Fraktion der Konservativen Partei. In der Preußischen Armee war er Oberleutnant der Reserve.

## Familie
Maximilian von Voss heiratete am 11. Juni 1887 in Saarbrücken Clara Henriette Röchling (* 31. Oktober 1865 in Saarbrücken; † 28. März 1923 in Baden-Baden), Tochter des Industriellen Fritz Röchling aus Saarbrücken und dessen Ehefrau Clara geb. Hild. Aus der Ehe gingen die Kinder Irmgard, Margarete und Hildegard von Voss hervor.

## Ehrungen
- Aufnahme in die Saarbrücker Casinogesellschaft (1887)
- Ehrenmitglied des Corps Franconia Jena[4]